# Neuvième district congressionnel de Virginie
Le 9e district congressionnel de Virginie est un district situé dans le Commonwealth de Virginie et couvrant une grande partie du sud-ouest de l'État. Le 9e est le deuxième plus grand district de Virginie en termes de superficie, couvrant 9 113,87 mi2 (23 604,81 km2), (légèrement plus grand que l'ensemble de l'État du New Jersey). Il est représenté par le Républicain Morgan Griffith depuis 2011. Il a pris ses fonctions après avoir battu le Démocrate sortant Rick Boucher, qui a exercé 14 mandats. Avec un indice CPVI de R+23, c'est le district le plus Républicain de Virginie.
Le 9e était le district de Virginie le plus compétitif au début du XXe siècle, lorsque l'État faisait partie du Solid South. Pendant vingt ans (1903-1923), ce fut la seule circonscription de Virginie – et l'une des rares de toute l'ancienne Confédération – à être représentée par un Républicain. Le district a alterné entre représentation Démocrate et Républicaine pendant le reste du siècle. Certains résultats des élections étaient si serrés – et discutables – que le district est devenu connu sous le nom de « le neuvième combattant ».
Depuis les années 1990, le district a de plus en plus tendance à être Républicain dans les courses fédérales et étatiques, et il a succédé au 6e, basé dans la vallée de Shenandoah, en tant que district le plus Républicain de l'État. Il a soutenu pour la dernière fois un Démocrate à la présidence en 1996, et n'a soutenu un Démocrate que dans deux élections à l'échelle de l'État depuis lors.
Le 9e district est le seul de Virginie à avoir voté plus pour Hillary Clinton que pour Barack Obama lors de la Primaire présidentielle Démocrate de 2008. Clinton a remporté plus de 60 % des voix, malgré le soutien du député local Rick Boucher à Obama. Le candidat Républicain à la présidentielle John McCain a obtenu 59 % des voix dans le 9e district lors des élections générales de 2008, ce qui constitue cependant sa meilleure performance dans l'une des onze circonscriptions de Virginie. Les électeurs du 9e district ont soutenu McCain plutôt qu'Obama lors des élections générales, malgré la réélection du Représentant Démocrate Rick Boucher. Lors des élections de mi-mandat de 2010, au cours desquelles les démocrates ont perdu leur majorité au Congrès, le Délégué de l'État de Virginie, Morgan Griffith, a renversé le Représentant Boucher en l'alignant avec le Président Barack Obama et la Speaker Nancy Pelosi, deux personnalités impopulaires dans le district à l'époque. Le soutien de Boucher à l'American Clean Energy and Security Act, ou Cap and Trade, était impopulaire dans le district. Depuis lors, le district n'a pas soutenu un Démocrate lors d'élections à l'échelle de l'État ou fédérales.
En 2017, le 9e district avait le taux de pauvreté le plus élevé de tous les districts de Virginie, à 18,7 %.
Le 9e district comprend également le Comté de Franklin.

## Géographie
Le 9e district couvre tout ou partie des subdivisions suivantes :

### Comtés
La totalité de :
- Lee
- Wise
- Dickenson
- Buchanan
- Scott
- Russell
- Tazewell
- Washington
- Smyth
- Bland
- Giles
- Grayson
- Wythe
- Pulaski
- Montgomery
- Carroll
- Craig
- Floyd
- Patrick

Des parties de :
- Alleghany
- Roanoke
- Henry

### Villes
- Bluefield
- Bristol
- Covington
- Galax
- Martinsville
- Norton
- Radford
- Salem

## Historique de vote
| Année | Poste                 | Résultats                               |
| ----- | --------------------- | --------------------------------------- |
| 1996  | Président             | Clinton 46,0 % – 43,0 % – 10,0 %        |
| 1996  | Sénat                 | Warner 55,0 % – 44,0 %                  |
| 1997  | Gouverneur            | Gilmore 57,0 % – 41,0 %                 |
| 1997  | Lieutenant-Gouverneur | Hager (en) 51,0 % – 44,0 %              |
| 1997  | Procureur Général     | Earley (en) 56,0 % – 44,0 %             |
| 2000  | Président             | Bush 55,0 % – 42,0 %                    |
| 2000  | Sénat                 | Allen 57,0 % – 43,0 %                   |
| 2001  | Gouverneur            | Warner 52,0 % – 47,0 %                  |
| 2001  | Lieutenant-Gouverneur | Katzen (en) 49,0 % – 49,0 %             |
| 2001  | Procureur Général     | Kilgore (en) 69,0 % – 31,0 %            |
| 2002  | Sénat                 | Warner 83,0 % – 8,0 % – 9,0 %           |
| 2004  | Président             | Bush 60,0 % – 39,0 %                    |
| 2005  | Gouverneur            | Kilgore (en) 55,0 % – 43,0 %            |
| 2005  | Lieutenant-Gouverneur | Bolling 57,0 % – 43,0 %                 |
| 2005  | Procureur Général     | McDonnell 58,0 % – 42,0 %               |
| 2006  | Sénat                 | Allen 55,0 % – 44,0 %                   |
| 2008  | Président             | McCain 59,0 % – 40,0 %                  |
| 2008  | Sénat                 | Warner 63,0 % – 36,0 %                  |
| 2009  | Gouverneur            | McDonnell 66,0 % – 34,0 %               |
| 2009  | Lieutenant-Gouverneur | Bolling 66,0 % – 34,0 %                 |
| 2009  | Procureur Général     | Cuccinelli (en) 66,0 % – 34,0 %         |
| 2012  | Président             | Romney 63,0 % – 35,0 %                  |
| 2012  | Sénat                 | Allen 62,0 % – 38,0 %                   |
| 2013  | Gouverneur            | Cuccinelli (en) 61,0 % – 32,0 % – 7,0 % |
| 2013  | Lieutenant-Gouverneur | Jackson (en) 61,0 % – 39,0 %            |
| 2013  | Procureur Général     | Obenshain (en) 67,0 % – 33,0 %          |
| 2014  | Sénat                 | Gillespie 59,0 % – 38,0 %               |
| 2016  | Président             | Trump 69,0 % – 27,0 %                   |
| 2017  | Gouverneur            | Gillespie 68,0 % – 31,0 %               |
| 2017  | Lieutenant-Gouverneur | Vogel (en) 69,0 % – 31,0 %              |
| 2017  | Procureur Général     | Adams (en) 69,0 % – 31,0 %              |
| 2018  | Sénat                 | Stewart (en) 64,0 % – 35,0 %            |
| 2020  | Président             | Trump 70,0 % – 28,0 %                   |
| 2021  | Gouverneur            | Youngkin 74,0 % – 24,0 %                |

## Liste des Représentants du district
| Membre                                                   | Parti                      | Années                             | Congrès     | Histoire électorale |
| -------------------------------------------------------- | -------------------------- | ---------------------------------- | ----------- | --- |
| District établi le 4 mars 1789                           |                            |                                    |             | |
| Theodorick Bland (en)                                    | Anti-Administration        | 4 mars 1789 - 1er juin 1790        | 1re         | Élu en 1789. Décès. |
| Vacant                                                   | Vacant                     | 2 juin 1790 - 6 décembre 1790      | 1re         | |
| William B. Giles (en)                                    | Anti-Administration        | 7 décembre 1790 - 3 mars 1795      | 1re - 5e    | Élu en juillet 1790 pour terminer le mandat de Bland et intronisé le 7 décembre 1790. Réélu en 1790. Réélu en 1793. Réélu en 1795. Réélu en 1797. Démissionne.                                                                      |
| William B. Giles (en)                                    | Républicain-Démocrate      | 4 mars 1795 - 2 octobre 1798       | 1re - 5e    | Élu en juillet 1790 pour terminer le mandat de Bland et intronisé le 7 décembre 1790. Réélu en 1790. Réélu en 1793. Réélu en 1795. Réélu en 1797. Démissionne.                                                                      |
| Vacant                                                   | Vacant                     | 3 octobre 1798 - 2 décembre 1798   | 5e          | |
| Joseph Eggleston (en)                                    | Républicain-Démocrate      | 3 décembre 1798 - 3 mars 1801      | 5e , 6e     | Élu pour terminer le mandat de Giles. Réélu en 1799. |
| William B. Giles (en)                                    | Républicain-Démocrate      | 4 mars 1801 - 3 mars 1803          | 7e          | Élu en 1801. Redécoupage vers le 16e district et retrait. |
| Philip R. Thompson (en)                                  | Républicain-Démocrate      | 4 mars 1803 - 3 mars 1807          | 8e , 9e     | Redécoupage depuis le 18e district et réélu en 1803. Réélu en 1805. Réélu en 1806. Réélu en 1809. Retrait. |
| John Love (en)                                           | Républicain-Démocrate      | 4 mars 1807 - 3 mars 1811          | 10e , 11e   | Élu en 1807. Réélu en 1809. Déplacé au 7e district et perd sa réélection sur place. |
| Aylett Hawes (en)                                        | Républicain-Démocrate      | 4 mars 1811 - 3 mars 1813          | 12e         | Élu en 1811. Redécoupage vers le 10e distrcit. |
| John P. Hungerford (en)                                  | Républicain-Démocrate      | 4 mars 1813 - 3 mars 1817          | 13e , 14e   | Élu en 1813. Réélu en 1815. Perd sa réélection. |
| William L. Ball (en)                                     | Républicain-Démocrate      | 4 mars 1817 - 3 mars 1823          | 15e - 17e   | Élu en 1817. Réélu en 1819. Réélu en 1821. Redécoupage vers le 13e district. |
| Andrew Stevenson (en)                                    | Républicain-Démocrate      | 4 mars 1823 - 3 mars 1825          | 18e - 22e   | Redécoupage depuis le 23e district et réélu en 1823. Réélu en 1825. Réélu en 1827. Réélu en 1829. Réélu en 1831. Redécoupage vers le 11e district.                                                                                  |
| Andrew Stevenson (en)                                    | Jacksonien (en)            | 4 mars 1825 - 3 mars 1833          | 18e - 22e   | Redécoupage depuis le 23e district et réélu en 1823. Réélu en 1825. Réélu en 1827. Réélu en 1829. Réélu en 1831. Redécoupage vers le 11e district.                                                                                  |
| William P. Taylor (en)                                   | Anti-Jacksonien            | 4 mars 1833 - 3 mars 1835          | 23e         | Élu en 1833. Perd sa réélection. |
| John Roane (en)                                          | Jacksonien (en)            | 4 mars 1835 - 3 mars 1837          | 24e         | Élu en 1835. Retrait. |
| Robert M. T. Hunter                                      | Whig                       | 4 mars 1837 - 3 mars 1843          | 25e - 27e   | Élu en 1837. Réélu en 1839. Réélu en 1841. Perd sa réélection. |
| Samuel Chilton (en)                                      | Whig                       | 4 mars 1843 - 3 mars 1845          | 28e         | Élu en 1843. Retrait. |
| John S. Pendleton (en)                                   | Whig                       | 4 mars 1845 - 3 mars 1849          | 29e , 30e   | Élu en 1845. Réélu en 1847. Perd sa réélection. |
| Jeremiah Morton (en)                                     | Whig                       | 4 mars 1849 - 3 mars 1851          | 31e         | Élu en 1849. Perd sa réélection. |
| James F. Strother (en)                                   | Whig                       | 4 mars 1851 - 3 mars 1853          | 32e         | Élu en 1851. Perd sa réélection. |
| John Letcher (en)                                        | Démocrate                  | 4 mars 1853 - 3 mars 1859          | 33e - 35e   | Élu en 1853. Réélu en 1855. Réélu en 1857. Retrait pour se présenter comme Gouverneur de Virginie. |
| John T. Harris (en)                                      | Démocrate Indépendant (en) | 4 mars 1859 - 3 mars 1861          | 36e         | Élu en 1859. Retrait. |
| District inactif                                         | District inactif           | 4 mars 1861 - 19 juin 1863         | 37e , 38e   | Guerre de Sécession. |
| District déplacé en Virginie-Occidentale le 20 juin 1863 |                            |                                    |             | |
| District rétablit le 4 mars 1873                         |                            |                                    |             | |
| Rees T. Bowen (en)                                       | Démocrate                  | 4 mars 1873 - 3 mars 1875          | 43e         | Élu en 1872. Retrait. |
| William Terry                                            | Démocrate                  | 4 mars 1875 - 3 mars 1877          | 44e         | Élu en 1874. Perd sa réélection. |
| Auburn L. Pridemore (en)                                 | Démocrate                  | 4 mars 1877 - 3 mars 1879          | 45e         | Élu en 1876. Perd sa réélection. |
| James B. Richmond (en)                                   | Démocrate                  | 4 mars 1879 - 3 mars 1881          | 46e         | Élu en 1878. Perd sa réélection. |
| Abram Fulkerson (en)                                     | Démocrate                  | 4 mars 1881 - 3 mars 1883          | 47e         | Élu en 1880. Retrait. |
| Henry Bowen (en)                                         | Readjuster                 | 4 mars 1883 - 3 mars 1885          | 48e         | Élu en 1882. Perd sa réélection. |
| Connally F. Trigg (en)                                   | Démocrate                  | 4 mars 1885 - 3 mars 1887          | 49e         | Élu en 1884. Perd sa réélection. |
| Henry Bowen (en)                                         | Républicain                | 4 mars 1887 - 3 mars 1889          | 50e         | Élu en 1886. Perd sa réélection. |
| John A. Buchanan (en)                                    | Démocrate                  | 4 mars 1889 - 3 mars 1893          | 51e , 52e   | Élu en 1888. Réélu en 1890. Retrait. |
| James Marshall (en)                                      | Démocrate                  | 4 mars 1893 - 3 mars 1895          | 53e         | Élu en 1892. Perd sa réélection. |
| James Alexander Walker                                   | Républicain                | 4 mars 1895 - 3 mars 1899          | 54e , 55e   | Élu en 1894. Réélu en 1896. Perd sa réélection. |
| William F. Rhea (en)                                     | Démocrate                  | 4 mars 1899 - 3 mars 1903          | 56e , 57e   | Élu en 1898. Réélu en 1900. Perd sa réélection. |
| Campbell Slemp (en)                                      | Républicain                | 4 mars 1903 - 13 octobre 1907      | 58e - 60e   | Élu en 1902. Réélu en 1904. Réélu en 1906. Décès. |
| Vacant                                                   | Vacant                     | 14 octobre 1907 - 16 décembre 1907 | 60e         | |
| C. Bascom Slemp (en)                                     | Républicain                | 17 décembre 1907 - 3 mars 1923     | 60e - 67e   | Élu pour terminer le mandat de Slemp. Réélu en 1908. Réélu en 1910. Réélu en 1912. Réélu en 1914. Réélu en 1916. Réélu en 1918. Réélu en 1920. Retrait.                                                                             |
| George C. Peery (en)                                     | Démocrate                  | 4 mars 1923 - 3 mars 1929          | 68e - 70e   | Élu en 1922. Réélu en 1924. Réélu en 1926. Retrait. |
| Joseph C. Shaffer (en)                                   | Républicain                | 4 mars 1929 - 3 mars 1931          | 71e         | Élu en 1928. Perd sa réélection. |
| John W. Flannagan Jr. (en)                               | Démocrate                  | 4 mars 1931 - 3 mars 1933          | 72e         | Élu en 1930. Redécoupage vers le district at-large. |
| District inactif                                         | District inactif           | 4 mars 1933 - 3 janvier 1935       | 73e         | |
| John W. Flannagan Jr. (en)                               | Démocrate                  | 3 janvier 1935 - 3 janvier 1949    | 74e - 80e   | Redécoupage depuis le district at-large et réélu en 1934. Réélu en 1936. Réélu en 1938. Réélu en 1940. Réélu en 1942. Réélu en 1944. Réélu en 1946. Retrait.                                                                        |
| Thomas B. Fugate (en)                                    | Démocrate                  | 3 janvier 1949 - 3 janvier 1953    | 81e , 82e   | Élu en 1948. Réélu en 1950. Retrait. |
| William C. Wampler (en)                                  | Républicain                | 3 janvier 1953 - 3 janvier 1955    | 83e         | Élu en 1952. Perd sa réélection. |
| W. Pat Jennings (en)                                     | Démocrate                  | 3 janvier 1955 - 3 janvier 1967    | 84e - 89e   | Élu en 1954. Réélu en 1956. Réélu en 1958. Réélu en 1960. Réélu en 1962. Réélu en 1964. Perd sa réélection. |
| William C. Wampler (en)                                  | Républicain                | 3 janvier 1967 - 3 janvier 1983    | 90e - 97e   | Élu en 1966. Réélu en 1968. Réélu en 1970. Réélu en 1972. Réélu en 1974. Réélu en 1976. Réélu en 1978. Réélu en 1980. Perd sa réélection.                                                                                           |
| Frederick C. Boucher (en)                                | Démocrate                  | 3 janvier 1983 - 3 janvier 2011    | 98e - 111e  | Élu en 1982. Réélu en 1984. Réélu en 1986. Réélu en 1988. Réélu en 1990. Réélu en 1992. Réélu en 1994. Réélu en 1996. Réélu en 1998. Réélu en 2000. Réélu en 2002. Réélu en 2004. Réélu en 2006. Réélu en 2008. Perd sa réélection. |
| Morgan Griffith                                          | Républicain                | 3 janvier 2021 - Présent           | 112e - 118e | Élu en 2010. Réélu en 2012. Réélu en 2014. Réélu en 2016. Réélu en 2018. Réélu en 2020. Réélu en 2022. Réélu en 2024. |

## Résultats des récentes élections
Voici les résultats des dix précédents cycles électoraux dans le district.

### 2004
| Élection de 2004 du 9e district congressionnel de Virginie | Élection de 2004 du 9e district congressionnel de Virginie | Élection de 2004 du 9e district congressionnel de Virginie | Élection de 2004 du 9e district congressionnel de Virginie | Élection de 2004 du 9e district congressionnel de Virginie |
| ---------------------------------------------------------- | ---------------------------------------------------------- | ---------------------------------------------------------- | ---------------------------------------------------------- | ---------------------------------------------------------- |
| Parti                                                      | Parti                                                      | Candidat                                                   | Votes                                                      | %                                                          |
|                                                            | Démocrate                                                  | Frederick C. Boucher (en) (sortant)                        | 150 039                                                    | 59,32                                                      |
|                                                            | Républicain                                                | Kevin R. Triplett                                          | 98 499                                                     | 38,94                                                      |
|                                                            | Indépendant                                                | Seth A. Davis                                              | 4 341                                                      | 1,72                                                       |
|                                                            | Write-In                                                   | Write-In                                                   | 68                                                         | 0,03                                                       |
| Total des votes                                            | Total des votes                                            | Total des votes                                            | 252 947                                                    | 100 %                                                      |
|                                                            | Les Démocrates conservent                                  |                                                            |                                                            |                                                            |

### 2006
| Élection de 2006 du 9e district congressionnel de Virginie | Élection de 2006 du 9e district congressionnel de Virginie | Élection de 2006 du 9e district congressionnel de Virginie | Élection de 2006 du 9e district congressionnel de Virginie | Élection de 2006 du 9e district congressionnel de Virginie |
| ---------------------------------------------------------- | ---------------------------------------------------------- | ---------------------------------------------------------- | ---------------------------------------------------------- | ---------------------------------------------------------- |
| Parti                                                      | Parti                                                      | Candidat                                                   | Votes                                                      | %                                                          |
|                                                            | Démocrate                                                  | Frederick C. Boucher (en) (sortant)                        | 129 705                                                    | 67,76                                                      |
|                                                            | Républicain                                                | Bill Carrico                                               | 61 574                                                     | 32,17                                                      |
|                                                            | Write-In                                                   | Write-In                                                   | 136                                                        | 0,07                                                       |
| Total des votes                                            | Total des votes                                            | Total des votes                                            | 191 415                                                    | 100 %                                                      |
|                                                            | Les Démocrates conservent                                  |                                                            |                                                            |                                                            |

### 2008
| Élection de 2008 du 9e district congressionnel de Virginie | Élection de 2008 du 9e district congressionnel de Virginie | Élection de 2008 du 9e district congressionnel de Virginie | Élection de 2008 du 9e district congressionnel de Virginie | Élection de 2008 du 9e district congressionnel de Virginie |
| ---------------------------------------------------------- | ---------------------------------------------------------- | ---------------------------------------------------------- | ---------------------------------------------------------- | ---------------------------------------------------------- |
| Parti                                                      | Parti                                                      | Candidat                                                   | Votes                                                      | %                                                          |
|                                                            | Démocrate                                                  | Frederick C. Boucher (en) (sortant)                        | 207 306                                                    | 97,07                                                      |
|                                                            | Write-In                                                   | Write-In                                                   | 6 264                                                      | 2,93                                                       |
| Total des votes                                            | Total des votes                                            | Total des votes                                            | 213 570                                                    | 100 %                                                      |
|                                                            | Les Démocrates conservent                                  |                                                            |                                                            |                                                            |

### 2010
| Élection de 2010 du 9e district congressionnel de Virginie | Élection de 2010 du 9e district congressionnel de Virginie | Élection de 2010 du 9e district congressionnel de Virginie | Élection de 2010 du 9e district congressionnel de Virginie | Élection de 2010 du 9e district congressionnel de Virginie |
| ---------------------------------------------------------- | ---------------------------------------------------------- | ---------------------------------------------------------- | ---------------------------------------------------------- | ---------------------------------------------------------- |
| Parti                                                      | Parti                                                      | Candidat                                                   | Votes                                                      | %                                                          |
|                                                            | Républicain                                                | Morgan Griffith                                            | 95 726                                                     | 51,21                                                      |
|                                                            | Démocrate                                                  | Frederick C. Boucher (en) (sortant)                        | 86 743                                                     | 46,41                                                      |
|                                                            | Indépendant                                                | Jeremiah Heaton                                            | 4 282                                                      | 2,29                                                       |
|                                                            | Write-In                                                   | Write-In                                                   | 166                                                        | 0,09                                                       |
| Total des votes                                            | Total des votes                                            | Total des votes                                            | 186 917                                                    | 100 %                                                      |
|                                                            | Les Républicains prennent aux Démocrates                   |                                                            |                                                            |                                                            |

### 2012
| Élection de 2010 du 9e district congressionnel de Virginie | Élection de 2010 du 9e district congressionnel de Virginie | Élection de 2010 du 9e district congressionnel de Virginie | Élection de 2010 du 9e district congressionnel de Virginie | Élection de 2010 du 9e district congressionnel de Virginie |
| ---------------------------------------------------------- | ---------------------------------------------------------- | ---------------------------------------------------------- | ---------------------------------------------------------- | ---------------------------------------------------------- |
| Parti                                                      | Parti                                                      | Candidat                                                   | Votes                                                      | %                                                          |
|                                                            | Républicain                                                | Morgan Griffith (sortant)                                  | 184 882                                                    | 61,29                                                      |
|                                                            | Démocrate                                                  | Anthony Flaccavento                                        | 116 400                                                    | 38,59                                                      |
|                                                            | Write-In                                                   | Write-In                                                   | 376                                                        | 0,12                                                       |
| Total des votes                                            | Total des votes                                            | Total des votes                                            | 301 658                                                    | 100 %                                                      |
|                                                            | Les Républicains conservent                                |                                                            |                                                            |                                                            |

### 2014
| Élection de 2014 du 9e district congressionnel de Virginie | Élection de 2014 du 9e district congressionnel de Virginie | Élection de 2014 du 9e district congressionnel de Virginie | Élection de 2014 du 9e district congressionnel de Virginie | Élection de 2014 du 9e district congressionnel de Virginie |
| ---------------------------------------------------------- | ---------------------------------------------------------- | ---------------------------------------------------------- | ---------------------------------------------------------- | ---------------------------------------------------------- |
| Parti                                                      | Parti                                                      | Candidat                                                   | Votes                                                      | %                                                          |
|                                                            | Républicain                                                | Morgan Griffith (sortant)                                  | 117 465                                                    | 72,1                                                       |
|                                                            | Indépendant                                                | William Carr                                               | 39 412                                                     | 24,2                                                       |
|                                                            | Write-In                                                   | Write-In                                                   | 5 940                                                      | 3,7                                                        |
| Total des votes                                            | Total des votes                                            | Total des votes                                            | 162 817                                                    | 100 %                                                      |
|                                                            | Les Républicains conservent                                |                                                            |                                                            |                                                            |

### 2016
| Élection de 2016 du 9e district congressionnel de Virginie | Élection de 2016 du 9e district congressionnel de Virginie | Élection de 2016 du 9e district congressionnel de Virginie | Élection de 2016 du 9e district congressionnel de Virginie | Élection de 2016 du 9e district congressionnel de Virginie |
| ---------------------------------------------------------- | ---------------------------------------------------------- | ---------------------------------------------------------- | ---------------------------------------------------------- | ---------------------------------------------------------- |
| Parti                                                      | Parti                                                      | Candidat                                                   | Votes                                                      | %                                                          |
|                                                            | Républicain                                                | Morgan Griffith (sortant)                                  | 212 838                                                    | 68,6                                                       |
|                                                            | Démocrate                                                  | Derek Kitts                                                | 87 877                                                     | 28,3                                                       |
|                                                            | Indépendant                                                | Janice Boyd                                                | 9 050                                                      | 2,9                                                        |
|                                                            | Write-In                                                   | Write-In                                                   | 549                                                        | 0,2                                                        |
| Total des votes                                            | Total des votes                                            | Total des votes                                            | 310 314                                                    | 100 %                                                      |
|                                                            | Les Républicains conservent                                |                                                            |                                                            |                                                            |

### 2018
| Élection de 2018 du 9e district congressionnel de Virginie | Élection de 2018 du 9e district congressionnel de Virginie | Élection de 2018 du 9e district congressionnel de Virginie | Élection de 2018 du 9e district congressionnel de Virginie | Élection de 2018 du 9e district congressionnel de Virginie |
| ---------------------------------------------------------- | ---------------------------------------------------------- | ---------------------------------------------------------- | ---------------------------------------------------------- | ---------------------------------------------------------- |
| Parti                                                      | Parti                                                      | Candidat                                                   | Votes                                                      | %                                                          |
|                                                            | Républicain                                                | Morgan Griffith (sortant)                                  | 160 933                                                    | 65,2                                                       |
|                                                            | Démocrate                                                  | Anthony Flaccavento                                        | 85 833                                                     | 34,7                                                       |
|                                                            | Write-In                                                   | Write-In                                                   | 214                                                        | 0,1                                                        |
| Total des votes                                            | Total des votes                                            | Total des votes                                            | 246                                                        | 100 %                                                      |
|                                                            | Les Républicains conservent                                |                                                            |                                                            |                                                            |

### 2020
| Élection de 2020 du 9e district congressionnel de Virginie | Élection de 2020 du 9e district congressionnel de Virginie | Élection de 2020 du 9e district congressionnel de Virginie | Élection de 2020 du 9e district congressionnel de Virginie | Élection de 2020 du 9e district congressionnel de Virginie |
| ---------------------------------------------------------- | ---------------------------------------------------------- | ---------------------------------------------------------- | ---------------------------------------------------------- | ---------------------------------------------------------- |
| Parti                                                      | Parti                                                      | Candidat                                                   | Votes                                                      | %                                                          |
|                                                            | Républicain                                                | Morgan Griffith (sortant)                                  | 271 851                                                    | 94,0                                                       |
|                                                            | Write-In                                                   | Write-In                                                   | 17 423                                                     | 6,0                                                        |
| Total des votes                                            | Total des votes                                            | Total des votes                                            | 289 274                                                    | 100 %                                                      |
|                                                            | Les Républicains conservent                                |                                                            |                                                            |                                                            |

### 2022
Les Primaire Républicaines et Démocrates one été annulée. Morgan Griffith (R-Sortant), et Taysha DeVaughan (D) avancent vers l'Élection Générale.
| Élection de 2022 du 9e district congressionnel de Virginie | Élection de 2022 du 9e district congressionnel de Virginie | Élection de 2022 du 9e district congressionnel de Virginie | Élection de 2022 du 9e district congressionnel de Virginie | Élection de 2022 du 9e district congressionnel de Virginie |
| ---------------------------------------------------------- | ---------------------------------------------------------- | ---------------------------------------------------------- | ---------------------------------------------------------- | ---------------------------------------------------------- |
| Parti                                                      | Parti                                                      | Candidat                                                   | Votes                                                      | %                                                          |
|                                                            | Républicain                                                | Morgan Griffith (sortant)                                  | 182 207                                                    | 73,2                                                       |
|                                                            | Démocrate                                                  | Taysha DeVaughan                                           | 66 027                                                     | 26,5                                                       |
|                                                            | Write-In                                                   | Write-In                                                   | 555                                                        | 0,2                                                        |
| Total des votes                                            | Total des votes                                            | Total des votes                                            | 248 789                                                    | 100 %                                                      |
|                                                            | Les Républicains conservent                                |                                                            |                                                            |                                                            |

### 2024
Les Primaires Républicaines et Démocrates ont été annulées. Morgan Griffith (R-Sortant) et Karen Baker (D) avancent vers l'Élection Générale.
| Élection de 2024 du 9e district congressionnel de Virginie | Élection de 2024 du 9e district congressionnel de Virginie | Élection de 2024 du 9e district congressionnel de Virginie | Élection de 2024 du 9e district congressionnel de Virginie | Élection de 2024 du 9e district congressionnel de Virginie |
| ---------------------------------------------------------- | ---------------------------------------------------------- | ---------------------------------------------------------- | ---------------------------------------------------------- | ---------------------------------------------------------- |
| Parti                                                      | Parti                                                      | Candidat                                                   | Votes                                                      | %                                                          |
|                                                            | Républicain                                                | Morgan Griffith (sortant)                                  | TBD                                                        | TBD                                                        |
|                                                            | Démocrate                                                  | Karen Baker                                                | TBD                                                        | TBD                                                        |
|                                                            | Write-In                                                   | Write-In                                                   | TBD                                                        | TBD                                                        |
| Total des votes                                            | Total des votes                                            | Total des votes                                            | TBD                                                        | 100 %                                                      |
|                                                            |                                                            |                                                            |                                                            |                                                            |

## Frontières historiques du district
Le 9e district de Virginie a débuté en 1788 et couvrait la totalité des comtés de Brunswick, Sussex, Greensville, Prince George, Dinwiddie, Mecklenburg, Lunenburg, Ameila, Cumberland et Powhatan.

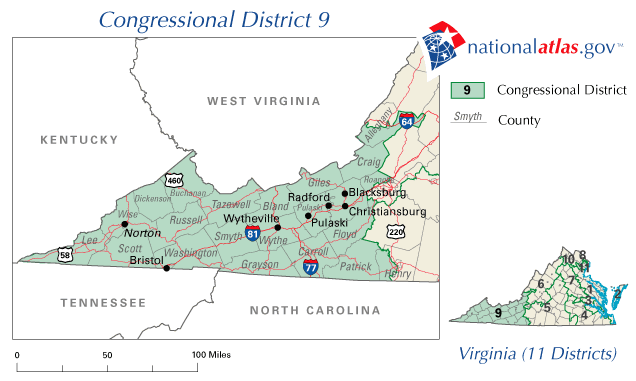
2003 - 2013

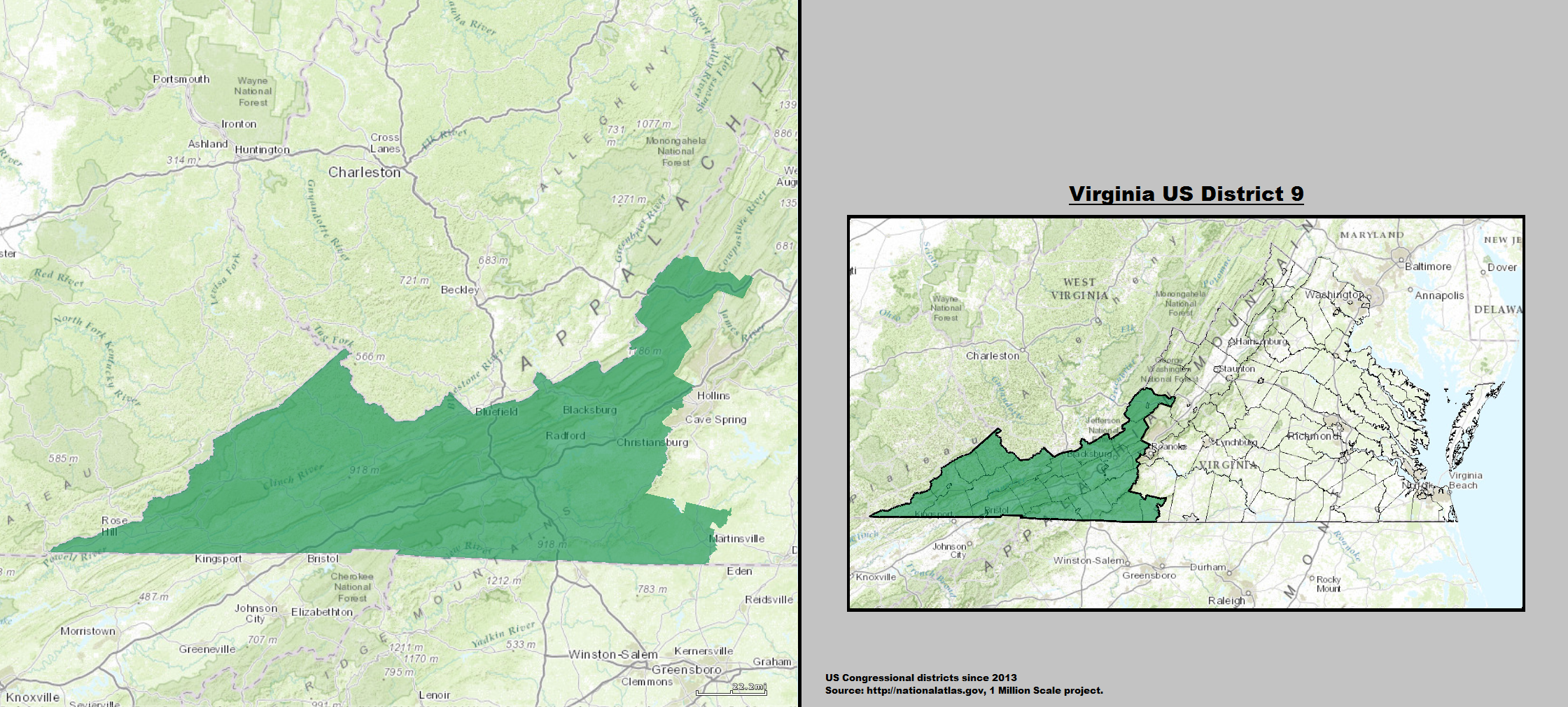
2013 - 2023